# آمپر کامپیوتینگ
آمپر کامپیوتینگ (انگلیسی: Ampere Computing) شرکت الکترونیک آمریکایی است، که در سال ۲۰۱۷ تأسیس شد.